# Wognár Ferenc
Wognár István Ferenc (németül Franz Wognar; 1890. január 6., Nagyszombat – 1943, Odessza) az Osztrák–Magyar Monarchia egyik ászpilótája, aki tevékenysége során öt légi győzelemmel szolgálta hazáját.

## Élete
Wognár Ferenc 1890. január 6-án született Nagyszombatban (ma Szlovákia), feltehetően szlovák családban. Gépészetet tanult, majd 1913-ban a hadsereg állományába került. 1914-ben a Léghajós Részleg (Luftschifferabteilung) szerelője volt, majd 1915 elejére elvégzett egy pilótatanfolyamot. 1915 őszén az Isonzó-fronton állomásozó 2. repülőszázadhoz vezényelték, ahol főleg felderítő, bombázó és tüzérségi tűzirányzó feladatokat végzett. Október 3-án szakaszvezetővé léptették elő, két héttel később pedig tábori pilóta minősítést kapott.
Wognár eleinte Knoller-Albatros B.I, később Hansa-Brandenburg C.I típusú felderítő gépekkel repült. Első igazolt légi győzelmét 1914. január 26-án érte el, amikor San Floriano mellett földre kényszerített egy ellenséges Nieuport vadászgépet. Második diadalát május 1-én aratta, a harmadikat pedig május 20-án: ekkor Monte Sabotinónál lelőtt egy olasz SPAD repülőt. Az utóbbi harcban Wognár megsebesült, de tíz nappal később már ismét szolgálatra jelentkezett. 1917. szeptember 4-én legyőzött egy azonosítatlan típusú olasz gépet, 16-án pedig megsemmisített egy sok kellemetlenséget okozó ellenséges megfigyelőballont. Utóbbi sikerével elérte az ászpilóta minősítést. 1917 decemberében áthelyezték az olasz front repülő-hadtápparkjához, ahol a 101. és 102. bombázószázadok Gotha G.IV gépeinek berepülését végezte. 1918. április 22-én Casarsa repülőterén leszállás közben balesetet szenvedett Phönix C.I gépével, de kisebb sérülésekkel megúszta.
A világháború utáni élete alig ismert, szlovén feleségével a Jugoszláv Királyság állampolgára volt. 
Wognár Ferenc 1943-ban halt meg, Odesszában.

## Kitüntetései
- Arany Vitézségi Érem
- Ezüst Vitézségi érem I. osztály (kétszer)
- Ezüst Vitézségi Érem II. osztály

## Győzelmei
| Sorszám | Dátum               | Egység          | Repülőgép             | Ellenfél |
| ------- | ------------------- | --------------- | --------------------- | -------- |
| 1       | 1917 január 26.     | 2. repülőszázad | Hansa-Brandenburg C.I | Nieuport |
| 2       | 1917 május 1.       | 2. repülőszázad | Hansa-Brandenburg C.I | Nieuport |
| 3       | 1917 május 20.      | 2. repülőszázad | Hansa-Brandenburg C.I | SPAD     |
| 4       | 1917 szeptember 4.  | 2. repülőszázad | Hansa-Brandenburg C.I | EA       |
| 5       | 1917 szeptember 16. | 2. repülőszázad | Hansa-Brandenburg C.I | Ballon   |